# Elisabeth Schwarzhaupt

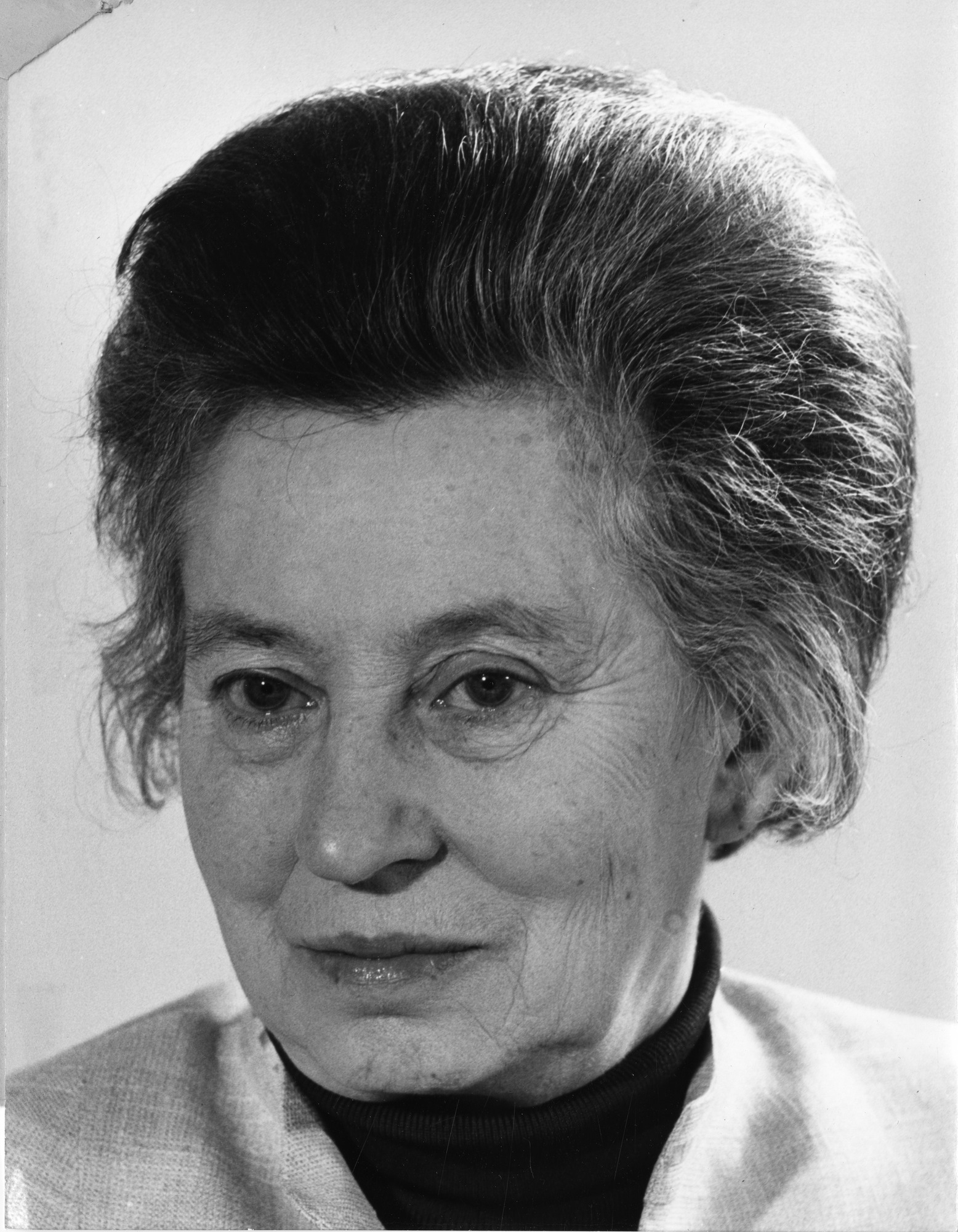
Elisabeth Schwarzhaupt (1966)

Emma Sophie Elisabeth Schwarzhaupt (* 7. Januar 1901 in Frankfurt am Main; † 29. Oktober 1986 ebenda) war eine deutsche Politikerin (CDU). Sie war von 1961 bis 1966 Bundesministerin für Gesundheitswesen der Bundesrepublik Deutschland und damit die erste Frau, die einem Kabinett der Bundesregierung der Bundesrepublik Deutschland angehörte.

## Ausbildung und Beruf
Elisabeth Schwarzhaupt studierte nach dem Abitur 1920 an der Schillerschule Rechtswissenschaft in Frankfurt am Main. 1930 bestand sie das zweite juristische Staatsexamen. Ebenfalls 1930 erfolgte die Promotion zum Dr. jur. mit der Arbeit Fremdwährungsklauseln nach deutschem Schuldrecht. Sie war bis 1932 als Beraterin bei einer Rechtsschutzstelle für Frauen in Frankfurt am Main tätig. Danach arbeitete sie als beauftragte Richterin in Dortmund und Frankfurt am Main. Im März 1933 wurde sie entlassen, da nach einem Erlass des nationalsozialistischen Justizministers Franz Gürtner Frauen nicht länger das Richteramt bekleiden durften.
Schwarzhaupt war dann kurz beim Deutschen Rentnerbund in Berlin tätig und schließlich ab 1935 als juristische Mitarbeiterin bei der Kanzlei der Deutschen Evangelischen Kirche in Berlin. 1947 kehrte sie nach Frankfurt am Main zurück und arbeitete bis 1953 im Außenamt der Evangelischen Kirche, zuletzt als Oberkirchenrätin und Geschäftsführerin der Evangelischen Frauenarbeit.
Von 1970 bis 1972 war sie Erste Vorsitzende des Deutschen Frauenrates.

## Familie
Elisabeth Schwarzhaupt war die Tochter des Oberschulrats Wilhelm Schwarzhaupt (1871–1961), der von 1919 bis 1932 für die DVP dem Preußischen Landtag angehörte. Ihre Mutter stammte aus einer wohlhabenden Kaufmannsfamilie. Verlobt war Elisabeth Schwarzhaupt mit einem jüdischen Arzt, der wegen des Berufsverbots zuerst in die Schweiz und dann nach Amerika emigrierte. Elisabeth Schwarzhaupt wollte ihrem Verlobten nicht ins Exil folgen, solange sie dort keine Anstellung gefunden hatte. Da sie aber weder als Juristin noch als Journalistin eine Stelle finden konnte, blieb sie in Deutschland und löste die Verlobung.

## Politik

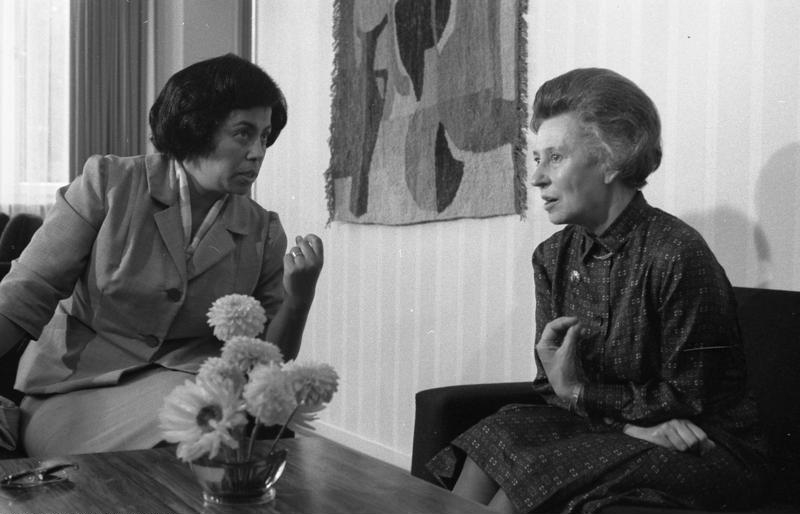
Elisabeth Schwarzhaupt (rechts) mit der ägyptischen Sozialministerin Hikmat Abu Zayd (1963)

Politisiert wurde Elisabeth Schwarzhaupt durch die Lektüre von Mein Kampf von Adolf Hitler und Mythus des 20. Jahrhunderts von Alfred Rosenberg. Schockiert vom Frauenbild, das von den Nationalsozialisten propagiert wurde, begann sie öffentlich vor dem Nationalsozialismus zu warnen. So publizierte sie mehrere Schriften zum Thema Die Stellung der Frau im Nationalsozialismus (1932).
In der Weimarer Republik unterstützte Elisabeth Schwarzhaupt die DVP, in der ihr Vater Mitglied war. Ab 1953 gehörte sie der CDU an.
Von 1953 bis 1969 war sie Mitglied des Deutschen Bundestages. Dort war sie von 1957 bis 1961 stellvertretende Vorsitzende der CDU/CSU-Bundestagsfraktion. Im Jahr 1957 war sie die direkt gewählte Abgeordnete im Wahlkreis Wiesbaden.
Elisabeth Schwarzhaupt war – anders als die Mehrheit, auch der Frauen, in ihrer Partei – eine vehemente Gegnerin des Stichentscheides in der Ehe, mit dem der Mann bei Streitfällen in allen die Ehegatten betreffenden Angelegenheiten seine Ansicht hätte durchsetzen können. Gemeinsam mit Margot Kalinke (DP) stimmte sie im Rechtsausschuss des Bundestages für den Änderungsantrag der FDP-Fraktion und sorgte damit für eine Niederlage der Regierungsfraktionen CDU/CSU, GB/BHE und DP. Das „Gesetz über die Gleichstellung von Mann und Frau auf dem Gebiet des bürgerlichen Rechts“ wurde am 18. Juni 1957 ohne die Stichentscheids-Klausel verabschiedet.
Nach der Bundestagswahl 1961 wurde Elisabeth Schwarzhaupt am 14. November 1961 als Bundesministerin für Gesundheitswesen in die von Bundeskanzler Konrad Adenauer geführte Bundesregierung berufen. Ihre Ernennung war gegen den Widerstand von Konrad Adenauer von den CDU-Frauen, angeführt von Helene Weber und Aenne Brauksiepe, durchgesetzt worden. Die Frauen waren nicht bereit, erneut ein Kabinett ohne weibliche Beteiligung hinzunehmen, und führten eine Sitzblockade vor dem Kabinettssaal im Bundeskanzleramt durch. Daraufhin wurde das neue Gesundheitsministerium überhaupt erst geschaffen, über das sodann zu lesen war: „Angesichts der Überflüssigkeit ihres Ressorts zweifelt in Bonn niemand an der Qualifikation des Fräulein Schwarzhaupt (...) für das hohe Amt. Mit der Verlegenheitsbehörde zur Befriedigung der Frauenwünsche hat sich die Zahl der unnützen Bonner Ministerien auf vier erhöht“. Das erkämpfte Amt übte Elisabeth Schwarzhaupt auch unter Bundeskanzler Ludwig Erhard aus. Während ihrer Amtszeit führte Elisabeth Schwarzhaupt einige wichtige Neuerungen ein, so zum Beispiel das Mindesthaltbarkeitsdatum und die Kennzeichnung von Fremdstoffen in Lebensmitteln. Auch Umweltfragen waren Teil des neugegründeten Ministeriums, und so wurden die ersten Umweltschutzverordnungen zur Reinhaltung des Wassers und der Luft unter Elisabeth Schwarzhaupt erlassen. Direkt in den Beginn ihrer Amtszeit fiel der Contergan-Skandal, aufgrund dessen sie eine Reform des Arzneimittelgesetzes durchsetzte, die dazu führte, dass nun Medikamente vor der Vermarktung auf mögliche vorgeburtliche Schäden bei der Anwendung des Medikamentes geprüft werden mussten.
Am 30. November 1966 endete ihre Zeit als Gesundheitsministerin aufgrund des Koalitions- und Kanzlerwechsels. Die Koalition zwischen CDU und FDP unter Ludwig Erhard war gescheitert und stattdessen bildete sich eine neue Koalition zwischen CDU und SPD unter Kurt Georg Kiesinger. Elisabeth Schwarzhaupt war bereit, ihr Amt abzugeben, was sich gut traf, da die SPD ihrerseits Käte Strobel im Kabinett vorschlug und zwei Ministerinnen als nicht durchsetzbar galten.
Nach Ende ihrer Amtszeit setzte sie sich als einfache Abgeordnete im Bundestag entschlossen für eine Reform des Unehelichenrechts ein, mit der die Position unehelicher Kinder weitgehend an die der ehelichen Kinder angepasst wurde.
1969 trat Elisabeth Schwarzhaupt nicht noch einmal bei der Bundestagswahl an, wie sie es bereits 1965 angekündigt hatte. Sie schied mit dem Ende der Legislaturperiode aus dem Bundestag aus und war noch einige Jahre im vorpolitischen Raum aktiv, so zum Beispiel im Deutschen Frauenrat, dem Evangelischen Frauenbund, dem Deutschen Akademikerinnenbund und dem Deutschen Juristinnenbund.

## Stiftung
Im Januar 2021 wurde die Elisabeth Schwarzhaupt Stiftung gGmbh von ihrer Großnichte Dorothea Schwarzhaupt-Scholz zusammen mit ihrem Mann Albert Scholz in München gegründet.

## Ehrungen

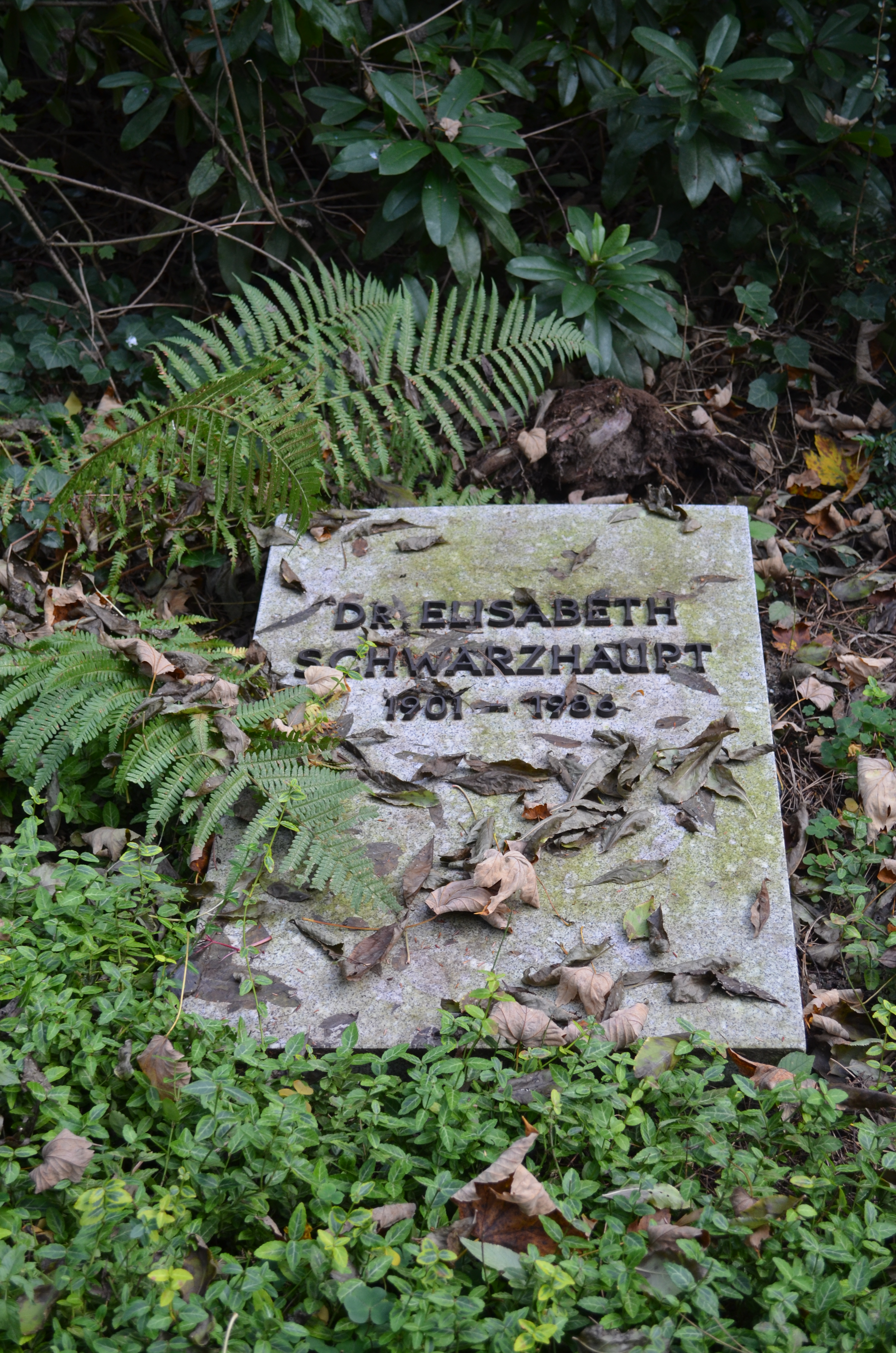
Grab auf dem Hauptfriedhof Frankfurt

Elisabeth Schwarzhaupt wurde am 10. Dezember 1965 als erster Frau das Großkreuz des Bundesverdienstkreuzes verliehen.
Im Dokumentarfilm Die Unbeugsamen, der die Geschichte der Politikerinnen der Bonner Republik beleuchtet, wird auch die erste Ministerin der Bundesrepublik Elisabeth Schwarzhaupt vorgestellt.
Zur Ehrung und Erinnerung hat die Stadt Frankfurt am Main im Jahr 1988 eine Grünanlage in „Elisabeth-Schwarzhaupt-Anlage“ und die Stadt Mainz eine Straße in Finthen in „Elisabeth-Schwarzhaupt-Straße“ benannt. In Berlin ist der „Elisabeth-Schwarzhaupt-Platz“ am Nordbahnhof nach ihr benannt. Im Bonner Stadtteil Röttgen gibt es seit 2013 eine „Elisabeth-Schwarzhaupt-Straße“. Im Münchner Stadtteil Freimann gibt es seit 1996 eine „Schwarzhauptstraße“.
Schwarzhaupt wurde auf dem Frankfurter Hauptfriedhof bestattet. Ihr Grab in Gewann II ist als Ehrengrab ausgezeichnet.

## Veröffentlichungen

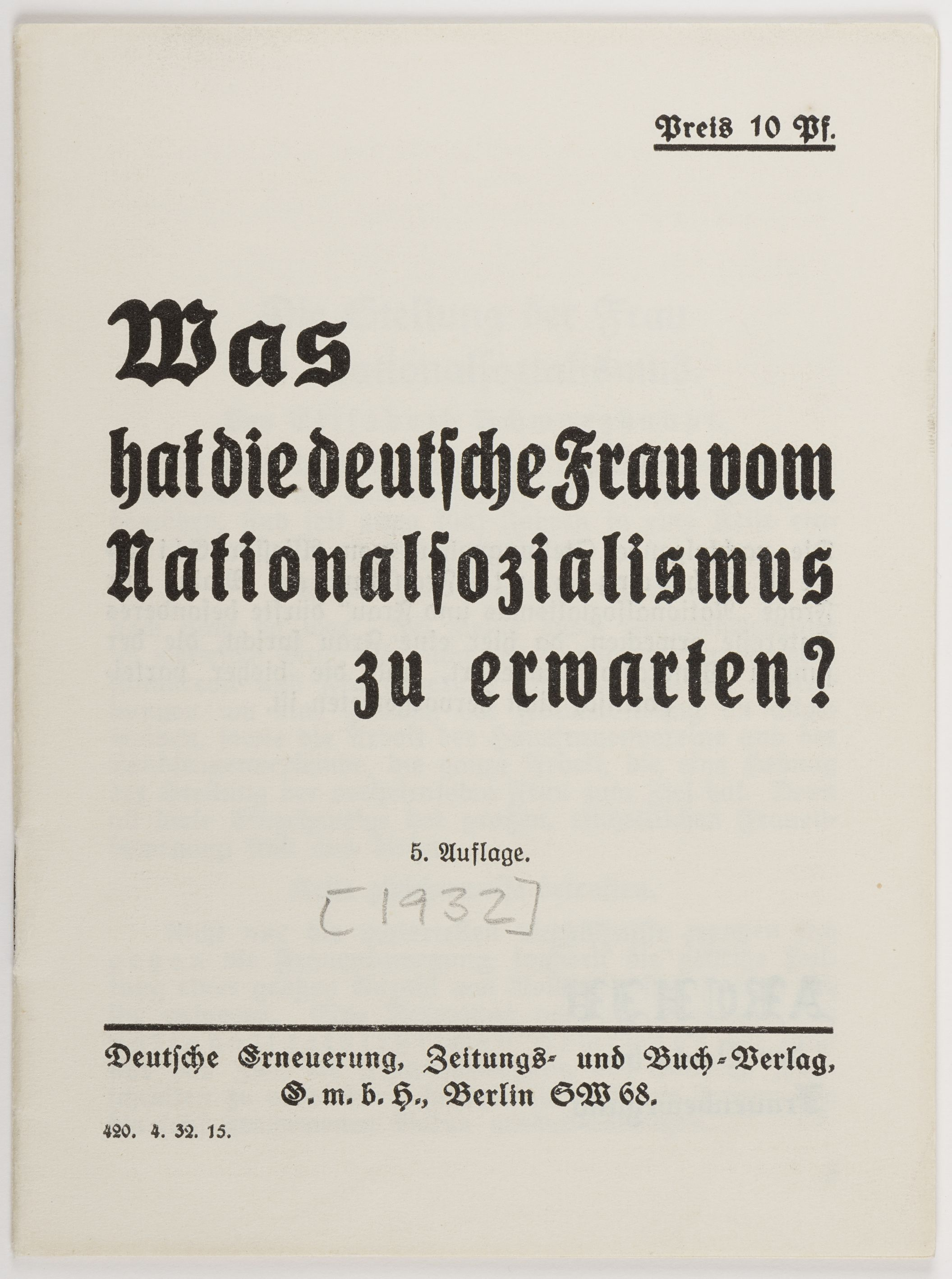
Titelblatt Was hat die deutsche Frau vom Nationalsozialismus zu erwarten?, 1932

- Was hat die deutsche Frau vom Nationalsozialismus zu erwarten? Die Stellung der Frau im Nationalsozialismus. 11. durchges. u. erw. Aufl. Berlin (Verl. Dt. Erneuerung) [1931].
- Gemeinsam mit Dietrich Reinicke: Die Gleichberechtigung von Mann und Frau. Stuttgart 1957.
- Die Frau in Regierungs- und Oppositionsparteien, in: Neue Evangelische Frauenzeitung, 1965, Heft 2, Seiten 34–38.
- Aufzeichnungen und Erinnerungen, in: Abgeordnete des Deutschen Bundestages. Aufzeichnungen und Erinnerungen, Band 2, Boppard am Rhein 1983, Seiten 235–283.